# Karl Gustav von Rosen
Karl Gustav von Rosen (* 17. April 1706 in Marienwerder; † 12. Januar 1772 in Cöslin) war ein preußischer Generalmajor und Chef des Infanterieregiments Nr. 17.

## Leben
Karl Gustav entstammt der livländischen Familie von Rosen. Am 12. Dezember 1741 wurde er Kapitän im Regiment „Persode“ und am 3. Juni 1751 Major. Im Siebenjährigen Krieg wurde er 1758 Oberstleutnant, am 3. März 1759 Oberst. 1760 wurde er in der Schlacht bei Landeshut verwundet und von den Österreichern gefangen genommen. Er war in Königgrätz interniert und wurde am Ende des Krieges wieder entlassen. So konnte er sich am 7. April 1763 wieder in Glatz melden und wurde am 23. Mai 1764 Generalmajor sowie Chef des Infanterieregiments „Manteufel“.

### Familie
Rosen heiratete am 26. Oktober 1742 Anna von Schenkendorff (* 22. November 1723; † 4. April 1790), die Tochter von Johann von Schenkendorff, Erbherr auf Scheibe und Labitsch bei Glatz und dessen Ehefrau Maria von Kalckreuth. Aus der Ehe gingen folgende Kinder hervor:
- Friedrich Gustav Ernst Franziskus (* 3. Mai 1753; † 7. Dezember 1807) preußischer Major, Postvorsteher in Graudenz ⚭ 1. April 1785 Anna Ernestine Charlotte Kunde (* 9. Mai 1757; † 25. August 1809),
- Carl Heinrich Anton Wilhelm (* 9. August 1758; † 8. Dezember 1778) starb an seinen Verletzungen, welche er im Bayerischen Erbfolgekrieg bei Dittersbach bei Halbstadt erhalten hatte.